# Peribaea similata
Peribaea similata är en tvåvingeart som först beskrevs av Malloch 1930.  Peribaea similata ingår i släktet Peribaea och familjen parasitflugor. Inga underarter finns listade i Catalogue of Life.